# Gigantura indica
Gigantura indica är en fiskart som beskrevs av Brauer, 1901. Gigantura indica ingår i släktet Gigantura och familjen Giganturidae. Inga underarter finns listade i Catalogue of Life.